# Ankhesenpepi I
Ankhesenpepi I (anche Ankhesenmeryra I) (fl. XXIV-XXIII secolo a.C.) è stata una regina egizia della VI dinastia.

## Biografia

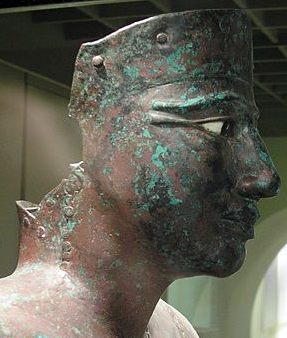
Frammento di una statua di Pepi I in rame. Museo egizio del Cairo

Ankhesenpepi I era figlia di Nebet, la prima donna visir a noi nota nella storia egizia, e di Khui. La regina Ankhesenpepi II fu sua sorella, e il visir Djau suo fratello.
Entrambe le sorelle - Ankhesenpepi I e II - andarono in spose al faraone Pepi I. Il nome con cui sono conosciute fu probabilmente definito al momento del matrimonio: infatti significa La Sua Vita appartiene a Pepi. Parimenti, la variante Ankhesenmeryra deriva dal nome reale di Pepi I, che era Meryra. Entrambe le regine generarono a Pepi I dei successori: il figlio di Ankhesenpepi I fu Merenra I, che regnò dopo il padre per due soli anni; il figlio di Ankhesenpepi II fu Pepi II, che successe a Merenra I e godette, a differenza di quest'ultimo, di un regno lunghissimo (Manetone gli attribuisce ben 94 anni di regno, mentre gli studiosi moderni gliene assegnano circa 65).
La regina Ankhesenpepi I è menzionata con la sorella su una stele che il fratello fece erigere ad Abido, inoltre il suo nome compare su un vaso di alabastro conservato al Metropolitan Museum of Art di New York.

## Sepoltura
La sua sepoltura non è mai stata rinvenuta. Sono stati scoperti frammenti di rilievi recanti il suo nome a Saqqara, i quali portano a ipotizzare che potrebbe essere stata inumata nella necropoli presso la piramide di Pepi I, dove degli archeologi francesi hanno portato alla luce otto piramidi di regine.

## Titoli
- Sposa del Re
- Madre del Re
- Grande dello Scettro
- Compagna di Horus[5]